# Caronia (paquebot, 1949)
Pour les articles homonymes, voir Caronia (homonymie) et Columbia.
Le Caronia est un paquebot construit en 1947 par les chantiers John Brown & Company de Clydebank pour la compagnie Cunard-White Star. Il est lancé le 30 octobre 1947, baptisé  à Liverpool par la prétendante au trône britannique Élisabeth II. Il quitte Liverpool pour son voyage inaugural vers New York le 4 janvier 1949. Après avoir eu une carrière émaillée de nombreux incidents et avoir passé deux ans désarmé à New York à la suite d'une explosion dans sa salle des machines ; il est vendu à la casse mais est pris dans une tempête tropicale et s’échoue à Apra Harbor le 12 août 1974. Considéré comme un obstacle pour la navigation, il est détruit sur place entre 1975 et 1977.

## Histoire
Le Caronia est un paquebot construit en 1947 par les chantiers John Brown & Company de Clydebank pour la compagnie Cunard-White Star. Il est lancé le 30 octobre 1947, baptisé par 12 août 1948 à Liverpool par la prétendante au trône britannique Élisabeth II. Il quitte Liverpool pour son voyage inaugural vers New York le 4 janvier 1949.
Le 18 octobre 1949, il est victime de son premier accident lorsqu’il heurte un quai à Southampton à cause du vent. Le départ est retardé de deux jours. La majorité des accidents qui ont émaillé la carrière du paquebot sont liés à la hauteur de sa cheminée, la plus haute construite sur un navire à l’époque, qui agit comme une voile.
Le 12 mars 1952, alors qu’il transite dans le canal de Suez, il s’échoue par la proue sur la rive Ouest à cause du vent, puis sa poupe s’échoue sur l’autre rive pour la même raison. Il se déséchoue par ses propres moyens une heure plus tard. Il fut protégé par la British Army pendant le temps où il était échoué à cause des tensions politiques.
Le 14 mars 1952, il est victime d’un nouvel accident dans le port de Haïfa. En effet, alors qu’il est amarré dans le port, le vent casse ses amarres arrière et le navire part à la dérive et évite de justesse une collision avec un cargo. Il se rend alors en mer en attendant que la tempête passe puis revient s’ancrer dans la baie de Haïfa.
En juin 1953, Élisabeth II est couronnée Reine d'Angleterre. Par conséquent, la demande pour traverser l’Atlantique vers l’Angleterre explose. Le Caronia est le dernier navire de la Cunard à traverser l’océan avant la cérémonie de couronnement. Il arrive à Southampton le 1er juin 1953, la veille de la cérémonie, et sert de navire hôtel à Southampton pour deux jours, puis reprend ses traversées régulières le 5 juin.
Le 31 mai 1956, le Caronia s’échoue à Messine. Cette fois, le navire ne peut se déséchouer seul et cinq remorqueurs ainsi qu’un  ferry sont nécessaires pour le remettre à flot. Le 16 octobre 1956, il entre en cale sèche à Liverpool et reçoit diverses améliorations dont l’ajout de l’air climatisé dans tout le navire. Il ne quitte le chantier naval que le 1er janvier 1957.
Le 14 avril 1958, il connait son plus grave accident en activité lorsqu’il heurte le phare de Yokohama en essayant d’éviter une collision avec des embarcations de débarquement de l’US Navy. Il est placé en détention dans le port et entre en cale sèche le 22 avril. Il n’en sort que le 1er mai 1958 et reprend sa route. Il arrive à New York le 21 mai, avec deux semaines de retard sur le programme établi, l’arrivée dans ce port devant originellement avoir lieu le 9 mai.
Le 10 octobre 1965, le Caronia arrive aux chantiers navals Harland and Wolff de Belfast où il reçoit quelques améliorations dont l’agrandissement de son Sun Deck ainsi que l’ajout d’une nouvelle piscine et la construction de 8 suites. Le 1er novembre 1965, alors qu’il est en rénovation, il casse ses amarres et se retrouve au milieu du port. Les membres d’équipage présents à bord le ramènent à quai et la rénovation reprend le lendemain.
En 1966, une grève des marins britanniques paralyse les ports anglais. Cette grève a des effets dévastateurs pour plusieurs compagnies maritimes dont la Cunard Line. En effet, en 1967, pour la première fois depuis sa mise en service 18 ans auparavant, le Caronia navigue à perte. La compagnie prend la décision de le mettre en vente, ce qui est fait le 9 octobre 1967. Lorsqu’il est mis en vente, le navire souffre de nombreux problèmes au niveau de ses moteurs qui se révéleront dramatiques dans les années suivantes.
Le 24 novembre 1967, le Caronia arrive à Southampton et y est désarmé en attendant de trouver un nouveau propriétaire. Par la suite, il est rejoint par le Carinthia et le Sylvania, également mis en vente.

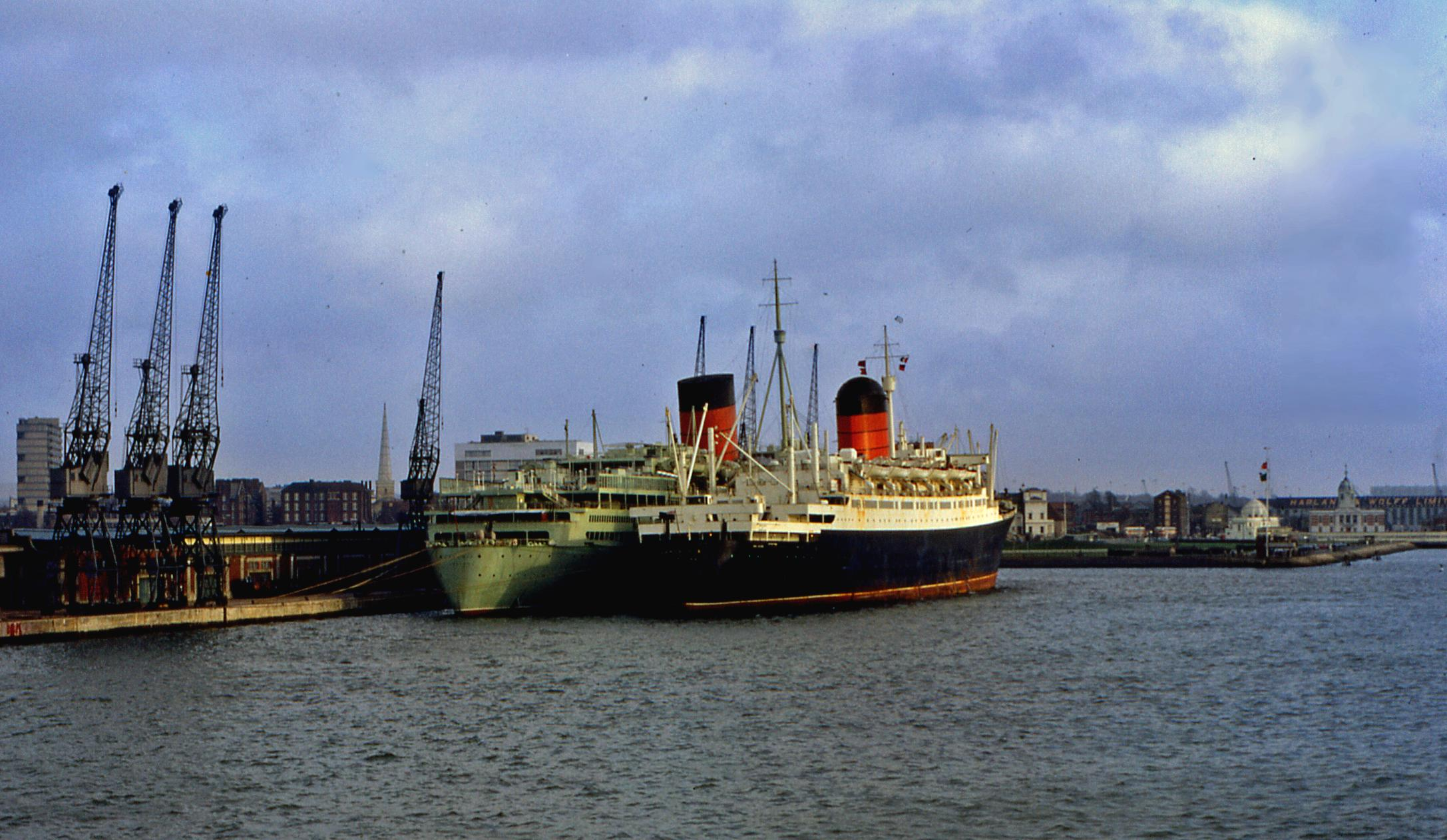
Le Caronia et le Carinthia désarmé à Southampton en 1967.

En janvier 1968, un acheteur potentiel est trouvé. Il s’agit de la société Domus Turist qui projette de le convertir en hôtel flottant à Dubrovnik, mais le projet échoue car la société s’aperçoit qu’il n’est pas possible de trouver un endroit adéquat dans le port croate.
En juin 1968, le Caronia est acquis par la société Star Line, une filiale de la Franchard Corporation, et devient le Columbia. Le mois suivant, le navire est envoyé au Pirée où il doit être rénové; mais la transaction ne se déroule pas comme prévu et une dette hypothécaire est placée sur le paquebot.
Il est alors racheté par Andrew Konstaninidis et renommé Caribia. Afin de pouvoir remettre le navire en service le plus rapidement possible, le nouveau propriétaire joue la carte de l’économie en ne changeant pas les moteurs malgré les problèmes dont ceux-ci sont victimes.
Le 14 février 1969, le navire reprend du service en effectuant sa première croisière au départ de New York. Celui-ci est un fiasco et se conclut par une pétition signée de 400 des 500 passagers qui se plaignent entre autres d’un manque de nourriture et du mauvais fonctionnement des équipements.
Le 28 février 1969, il quitte New York pour sa seconde croisière sous le nom de Caribia. Cette croisière sera sa dernière. En effet, le 11 mars 1969, une explosion dans la salle des machines prive le navire de sa propulsion et celui-ci part à la dérive pendant plus de 20 heures avant de pouvoir regagner Saint-Thomas par ses propres moyens. De plus, un membre d’équipage a été tué et un autre ébouillanté.
Après quelques réparations temporaires, le navire retourne à New York et est ancré en baie de Gravesend en attendant la fin des diverses actions menées en justice à l’encontre des propriétaires. Andrew Konstaninidis annonce qu’il projette de faire réparer le navire; mais les réparations, estimées à 750 000 $, n’ont jamais lieu et le Caribia reste désarmé à New York, entre les Piers 84 et 86. Il est même "verbalisé" car les autorités portuaires ne l'ont pas autorisé à accoster à cet emplacement. Malgré un autre projet de restauration, le navire ne quitte pas sa place avant le 27 avril 1974, lorsqu’il quitte New York en remorque du remorqueur Hamburg vers Kaoshiung où il doit être détruit.

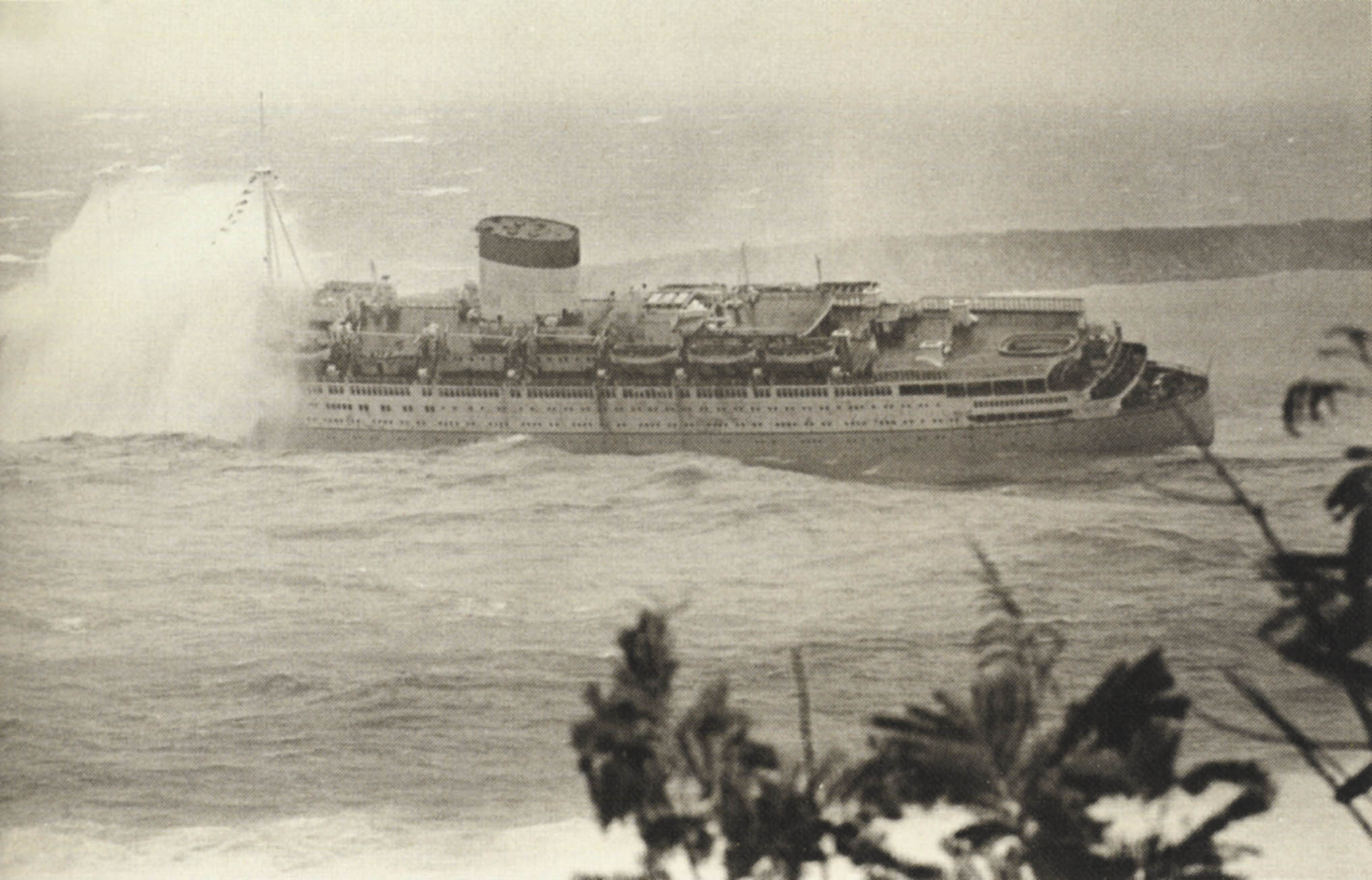
L’épave du Caribia le 12 août 1974.

Le 27 avril 1974, le Caribia quitte New York en remorque du remorqueur Hamburg pour les chantiers de démolition navale de Kaoshiung où il doit être détruit, mais lors du remorquage, alors que le convoi est au large d’Honolulu, l’un des moteurs du Hamburg est tombe en panne, ce qui impose une halte sur l’île pour faire des réparations. Quelques jours plus tard, alors que le convoi est reparti, une turbo-soufflante du remorqueur tombe en panne à son tour. Il est alors décidé de se rendre jusqu’à Apra Harbor et d’effectuer les réparations là-bas, mais le remorqueur est surpris par la tempête tropicale Mary. Malgré la demande d’assistance, aucun navire ne peut venir en aide au convoi en difficulté, si bien que le remorqueur se retrouve trainé par le Caribia, victime de sa prise au vent à cause de son imposante cheminée. Lorsque l’équipage du Hamburg comprend que le paquebot est perdu, la remorque est lâchée et le Caribia se retrouve poussé sur le brise-lames d’Apra Harbor.
En raison de son emplacement, le navire gêne l’entrée du port et doit être retiré. L’Army Corps of Engineers est chargé de cette tâche difficile et, au cours des opérations, découvre l’épave d’une péniche de débarquement avec plusieurs tonnes de munitions. Cette découverte ralentit les travaux qui sont confiés à la compagnie Nippon Salvage Company, qui se charge de découper le navire en plusieurs sections de 400 tonnes. Au total, la découpe se déroule de juin 1975 à 1977.